# Juin 1861

## Événements
- 9 juin : la France obtient de la Turquie la création de la province du Mont-Liban, dotée d'une certaine autonomie et d'un statut privilégié au sein de l’empire ottoman (fin en 1914). Une commission européenne élabore un statut organique qui prévoit un gouvernement autonome aux mains d’un gouverneur général catholique (mutassarif), désigné par la Porte avec l’approbation des puissances. Un conseil de vingt membres, qui représente les différentes communautés confessionnelles, siégera à ses côtés. Le Liban fonctionne désormais selon sa propre juridiction, élaborée par le conseil, et dispose de milice locale. Aucun tribut ni service militaire n’est exigé des Libanais par la Porte. Fin de l'expédition française en Syrie.
- 10 juin : la France et le Royaume-Uni proclament leur « stricte neutralité » dans la guerre civile américaine.
- 15 juin : Benito Juárez est élu président de la république du Mexique.
- 25 juin : début du sultanat ottoman de Abdulaziz (fin en 1876).

## Naissances
- 7 juin : George Henry Murray, premier ministre de la Nouvelle-Écosse.
- 19 juin : José Rizal, poète, romancier, médecin et chirurgien ophtalmologue philippin. Héros national de l'indépendance des Philippines.
- 20 juin : Frederick Gowland Hopkins, physiologiste et chimiste britannique.

## Décès
- 6 juin : Camillo Benso di Cavour, Premier ministre du Piémont-Sardaigne et artisan de la récente unité italienne.
- 25 juin : Abdul-Medjid 1er, Sultan ottoman.
- 22 juin : James Braidwood (en)